# Диетология
Диетоло́гия (от греч. δίαιτα — образ жизни и питания, и λόγος — учение) — область медицины, изучающая вопросы лечебного (диетотерапия) и профилактического (диетопрофилактика) питания человека и животных, в том числе больных, а также прикладная дисциплина по организации питания в лечебных учреждениях. Другое название диетологии — клиническое питание.
Гигиена питания — отрасль гигиены, изучающая проблемы полноценной пищи и рационального питания здорового человека.
Трофоло́гия (от (др.-греч. τροφή — питание, + λόγος — направление, сформулированное А. М. Уголевым как «наука о механизмах и закономерностях ассимиляции пищевых веществ на разных уровнях организации жизни от клеточного до биосферного». Термин был предложен в 1934 году академиком С. А. Зерновым. Трофологией также называют направление экологии, рассматривающее вопросы экологии питания животных.
Специалист в области диетологии называется диетологом.

## Общие замечания
Приготовление пищи для больного — предмет особой заботы, задача, требующая изобретательности, а вместе с тем и взвешенности в подходе к делу. В свете современной диетологии продукты для диетического питания делятся на 2 группы:
- химически и механически щадящие больной орган.
- регулирующие нарушение обмена веществ.

Почти все продукты питания содержат те или иные раздражители — растительную клетчатку, неусваивающиеся элементы клеточных стенок, вещества, образующиеся при жёстких условиях термической обработки и пр.
Цели диетологии заключаются в нормализации обмена веществ, оздоровлении организма, скорейшем восстановлении больных после перенесенных заболеваний, а также корректировки веса.
Врачи-диетологи на основании персональных данных пациентов, учитывая их образ жизни, состояние здоровья, привычки, наследственные факторы, составляют индивидуальные программы питания. Диетическое питание во многих случаях является своего рода альтернативой лекарственным средствам и лечебным мероприятиям.
Диетология, как наука, стала особенно актуальной, так как малоподвижный образ жизни, экологические факторы, неправильное питание, сокращение в рационе натуральных продуктов, самым неблагоприятным образом влияют на генофонд страны. Появляется все больше тучных людей разных возрастов, с целым перечнем хронических заболеваний. Это становится проблемой всей нации. За всю историю человечества предлагалось множество способов нормализации веса, но и к настоящему времени, несмотря на множество разработанных диет, проблема не решена окончательно.
Составлять диету имеет право только врач с профильным образованием, тогда как нутрициолог или фитнес-тренер не имеют разрешения на это, так как не обладают нужным объёмом знаний и могут навредить, не учтя целый ряд важных факторов.

## Особенности метаболизма и диеты
Необходимость в диете может возникнуть при некоторых наследственно-обусловленных заболеваниях (ферментопатиях).
- Фенилкетонурия
- Мальабсорбция

Также общепризнана необходимость особой диеты при диабете.

## Элементы диетологии в обыденной жизни
Диета рекомендуется при чрезмерном употреблении жирной, острой пищи и в том числе при злоупотреблении алкоголем, например после праздников. Существует мнение, что полезно устраивать «разгрузочные дни» или вообще «лечебное голодание», однако такие «простые рекомендации для обыденной жизни» не имеют с диетологией ничего общего.

## Известные российские диетологи
- Барановский, Андрей Юрьевич (р. 1946)
- Певзнер, Мануил Исаакович (1872—1952)
- Поскрёбышева, Галина Ивановна (1935—2008)
- Яппа, Андрей Павлович (1885—1952)